# Delly Ferenc

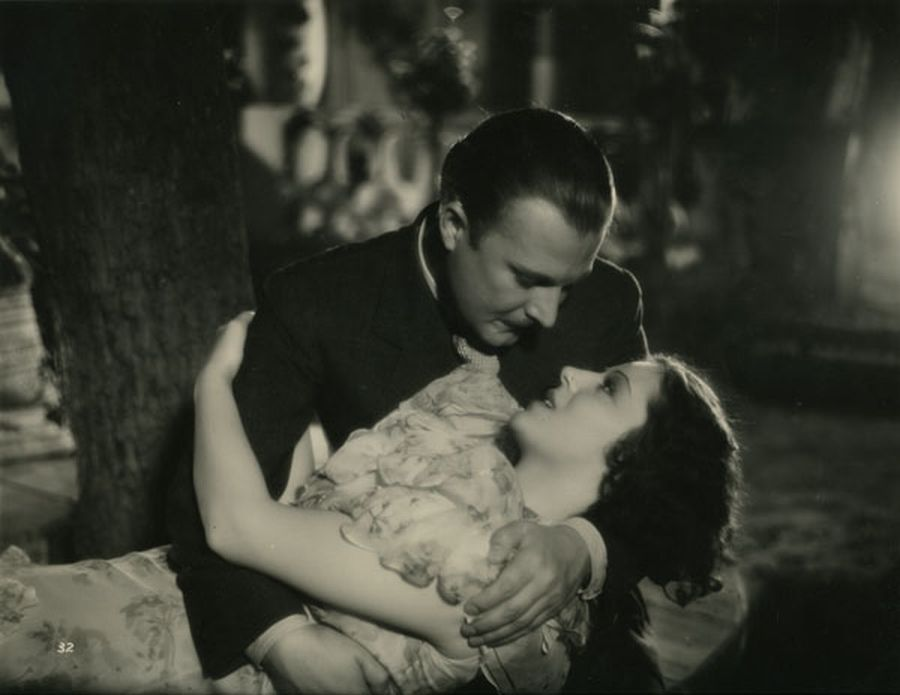
Jelenet az 1934-ben bemutatott Az új rokon című magyar filmből: Delly Ferenc és Perczel Zita.

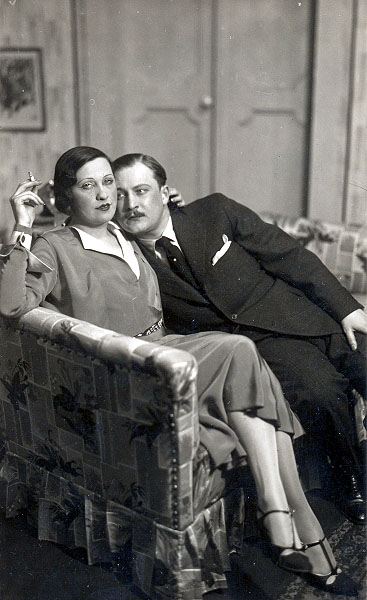
Halász Imre: Meddig fogsz szeretni? Belvárosi Színház, 1931. Titkos Ilona (Gitta), Delly Ferenc (András).

Delly Ferenc (Szeged, 1903. október 3. – Kolozsvár, 1960. február 3.) magyar színész, kardalos, színigazgató, rendező, táncoskomikus, a romániai magyar színjátszás kiemelkedő alakja.

## Élete
Apja huszártiszt volt, édesanyja Delly Julis színésznő. 1917. szeptember 1-jén Kecskeméten szerepelt először Mariházy Miklós társulatánál kardalosként. Ezután három évig színész volt, majd Szegedre ment, ahol táncoskomikusként működött. A Faun Kabaréban és az újpesti színházban is fellépett. 1926. szeptember 1-jén került a Belvárosi Színházhoz dr. Bárdos Artúr meghívására. Később a Fővárosi Operettszínház tagja volt. 1937 és 1944 között az Andrássy úti, későbbi nevén az Andrássy Színház művésze volt. Mindeközben 1941–42-ben Nagyváradon is játszott.
1945-ben Nagyváradra került, 1946-ban pedig megalapította a marosvásárhelyi Székely Színházat. 1948-tól tanított a kolozsvári Magyar Művészeti Intézetben, később pedig a marosvásárhelyi Szentgyörgyi István Színművészeti Intézetben is, 1953-tól pedig a Kolozsvári Állami Magyar Színház főrendezője volt, 1956 novemberében nyugdíjazták. A romániai magyar színjátszás egyik legnagyobb alakjának tartják, tehetsége drámai és karakterszerepekben is kiválóan érvényesült. 1954-ben elnyerte a Román Népköztársaság érdemes művésze kitüntetést, majd az Állami Díjat is megkapta.

## Jelentősebb szerepei
- Katona József: Bánk bán – Bánk bán
- Szimonov: Az orosz kérdés – Macpherson
- Gorkij: Éjjeli menedékhely – Báró
- Priestley: Váratlan vendég – Pool felügyelő
- Csehov: Sirály – Dorn doktor
- Caragiale: Az elveszett levél – Tipătescu
- Móricz Zsigmond: Úri muri – Zsellyei Balogh Ábel
- Mikszáth Kálmán: Különös házasság – Dőry báró

## Filmjei
- Az új rokon (1934)
- Nem élhetek muzsikaszó nélkül (1935)
- Sportszerelem (1938)
- Szeptember végén (1942)
- Tökéletes család (1942)
- Lejtőn (1943)
- Gazdátlan asszony (1944)

## Főbb rendezései
- Katona József: Bánk bán
- Horia Lovinescu: Rombadőlt fellegvár
- Csiky Gergely: Buborékok

## Elismerései, emlékezete
- Román Népköztársaság Állami Díja
- A Román Népköztársaság érdemes művésze
- Delly Ferenc-bérlet

## Kapcsolódó szócikk
- Marosvásárhelyi Nemzeti Színház Magyar Tagozata